# عدلي اللشهب
عدلي اللشهب (22 يوليو 1987 المنستير تونس - ) هو لاعب كرة قدم تونسي.

## وصلات خارجية
عدلي اللشهب على موقع قاعدة بيانات كرة القدم.إي يو (الإنجليزية)
- عدلي اللشهب على موقع بيانات كرة القدم. دي إي (الألمانية)
- عدلي اللشهب على موقع Soccerway.com (الإنجليزية)
- عدلي اللشهب على موقع عالم كرة القدم.نت (الإنجليزية)